# Tien voor Taal
Tien voor Taal is van oorsprong een Vlaams-Nederlandse televisiequiz in de vorm van een taalspel. Het spelprogramma werd van 1990 tot 2009 geproduceerd door Endemol, voorheen John de Mol Produkties. In het programma gingen Nederlandse en Vlaamse teams van bekende personen tegen elkaar spelen door taalvragen te beantwoorden en opdrachten te doen. In het laatste seizoen bij de publieke omroep (2009) veranderde het format; voortaan speelden alleen nog Nederlandse teams tegen elkaar. In 2021 keerde het programma terug bij SBS6.

## Geschiedenis
Het concept voor het programma werd bedacht door Jan Meulendijks en Bart Schuil en in 1990 gepresenteerd als een gezamenlijk project van de Nederlandse publieke omroep VARA en de Vlaamse BRT (wat later de VRT zou worden). Het programma zou aanvankelijk in 1989 voor het eerst worden uitgezonden, maar bij de proefopnamen kwamen er nog te veel mankementen in het format naar boven. De eerste aflevering werd op 3 april 1990 uitgezonden door de BRT, een paar weken later begon ook de VARA met uitzenden. In 1995 brak de VARA met producent Endemol en ging niet verder met Tien voor Taal. Later dat jaar werd bekend dat de TROS verder zou gaan met het programma en er kwam een presentatieduo; Tineke Verburg namens Nederland en Mark Uytterhoeven namens Vlaanderen. In 1998 werd Uytterhoeven vervangen door Tom Lenaerts. Vanaf 1999 was het programma te zien bij de KRO en bestond het presentatieduo uit Anita Witzier namens Nederland en Marcel Vanthilt namens Vlaanderen. 
In 2005 besloot de VRT het programma niet meer uit te zenden vanwege een vernieuwingsoperatie, maar Vanthilt bleef het programma samen met Witzier presenteren en aan het format van de Vlaams-Nederlandse taalstrijd veranderde nog niets. Vanaf 21 januari 2009 kreeg het programma wel een nieuwe opzet. Marcel Vanthilt verdween en er kwamen alleen nog Nederlandse deelnemers in twee teams. Niet veel later kwam er een voorlopig einde aan het programma, op 1 april 2009.
Sinds 22 april 2021 is het programma terug op televisie bij de Nederlandse zender SBS6, waar het wordt gepresenteerd door Harm Edens. De productie is nu in handen van het productiebedrijf Talpa Entertainment Producties van John de Mol.

### Presentatoren
- Robert Long bij de VARA/BRT(N) (1990-1995)
- Tineke Verburg en Mark Uytterhoeven bij de TROS/BRTN (1996-1997)
- Tineke Verburg en Tom Lenaerts bij de TROS/BRTN (1998-1999)
- Anita Witzier en Marcel Vanthilt bij de KRO/VRT (1999-2009, in 2009 slechts Witzier)
- Harm Edens bij SBS6 (2021-heden)

## Opzet

### 1989-2009
Deze versie werd gespeeld met twee teams van drie bekende personen. Elke aflevering komt een andere discipline aan bod. Het winnende team krijgt de 10 voor Taal-trofee, een trofee in de vorm van een enorme vulpen, bloemen, boekjes van Tien voor Taal (later de Tien voor Taal-cd-rom), de gouden Tien voor Taalpen en een boek (in chronologische volgorde: het etymologisch woordenboek, synoniemenwoordenboek, het Van Dale groot woordenboek der Nederlandse taal, het idioomwoordenboek). De verliezers kregen ook bloemen, boekjes van Tien voor Taal (later de Tien voor Taal-cd-rom), de zilveren Tien voor Taalpen en het handwoordenboek Nederlands. In latere uitzendingen kregen beide teams dezelfde Tien voor Taalpen.

#### Spelonderdelen
In de jaren dat deze versie is uitgezonden hebben in verschillende seizoenen de volgende onderdelen de revue gepasseerd.
- Dialect: Woorden uit een bepaald dialect waarvan de betekenis moet worden geraden
- Zinspelen: Elke speler krijgt twaalf woorden die in een dusdanige volgorde moeten worden gezet dat er een goede grammaticale zin ontstaat. Een eenmaal geplaatst woord mag niet meer worden veranderd. In een eerdere versie werd het eerste woord gegeven, later werd de volgorde volledig vrij. Per regel van drie woorden die een goede zin opleveren zijn 10 punten te verdienen, tot 40 punten voor vier regels (een goede zin met alle twaalf de woorden). De zin mocht een andere zin zijn dan de zin die werd gezocht (deze zin werd na de controle getoond).
- Etymologieronde: Beide teams krijgen van twee of drie woorden, waaronder één uitdrukking, verklaringen te horen over waar het woord of de uitdrukking vandaan komt. De juiste en onjuiste verklaringen werden eerst gegeven door bekende Nederlanders en Vlamingen, later aangevuld met de presentator en alleen door beide presentatoren. De spelers moeten aangeven welke van de drie (later twee) verklaringen juist is.
- Homoniemen: Elk team krijgt in totaal drie betekenissen van één woord, waarbij het woord moet worden geraden. De betekenissen verschijnen achter elkaar in beeld. Wie na de eerste betekenis drukt en het juiste antwoord geeft krijgt 30 punten, na de tweede betekenis 20 punten en (kort) na de derde betekenis 10 punten.
- Woordhakken: Elk team moet een woord raden, waarvan de twee delen in tweeën zijn gehakt die cryptisch worden omschreven. Ze krijgen ook een aanwijzing waar het woord mee te maken heeft. Na enkele seconden verschijnt het eerste deel van het woord. Degene die drukt en het juiste antwoord geeft krijgt de punten. Zonder aanwijzingen zijn 20 punten te verdienen, na het eerste deel 10 punten.
- Met Andere Woorden: Elk team krijgt vier zinnen met een moeilijk woord waarvan de betekenis moet worden geraden. De zin kon ook een uitdrukking zijn waarvan de betekenis geraden moest worden. De spelers kiezen gezamenlijk antwoord a, b en c en elk goed antwoord levert 30 punten op.
- Hoe zeg ik het makkelijk: Een speler uit de Vlaamse ploeg speelt tegen een speler tegenover hem of haar uit de Nederlandse ploeg. Elk koppel krijgt drie zinnen met een moeilijk woord waarvan de betekenis moet worden geraden. De spelers kiezen uit a, b of c. Ieder goed antwoord levert 10 punten op.
- Zoek de fout: Elke speler krijgt twee of drie zinnen te zien en te horen waar een fout in zit. De speler moet zeggen welk woord fout is. Het gaat nooit om leestekens, maar om spel- en grammaticafouten.
- Cryptokronkels: Elk team krijgt de eerste en laatste letter van een woord dat cryptisch wordt omschreven. Na enkele seconden verschijnt een deel van het woord en daarna nog een deel. Wie drukt en meteen het antwoord geeft krijgt 30 punten, na de eerste aanwijzing 20 punten en na de tweede 10 punten.
- Woordenwisseling: Elk team krijgt een woord, dat moet worden aangevuld met een ander bestaand woord, zodat er een nieuw bestaand woord ontstaat. De meervoudsuitgang -en en de uitgang -je van het verkleinwoord zijn niet toegestaan. Een genoemd woord mag ook niet voortbouwen op een eerder genoemd woord, dus brand mag worden aangevuld met weer, maar niet met weerman. De spelers noemen om de beurt een woord. Wie een fout maakt doet niet meer mee. Dit gaat door tot er geen spelers meer over zijn of er negen goede woorden zijn genoemd.
- Woordritsen (eerder Woordrijgen): Elk team moet een woord vinden, dat de schakel vormt tussen twee andere woorden.
- Spelling: Elk team krijgt vijf woorden en de spelers moeten aangeven of elk woord goed of fout is gespeld. In een eerdere versie moesten ze uit drie mogelijkheden (a, b of c) de juiste spelling van een woord kiezen.
- Finale: Deze wordt gespeeld met de speler uit elk team die de hoogste individuele score heeft behaald. Beide spelers moeten in een minuut de betekenis raden van woorden. Ze kunnen uit drie betekenissen kiezen. Beide spelers krijgen hierbij dezelfde woorden. De tijd stopt als er tien woordbetekenissen goed zijn geraden. Ook eindigde het spel als de minuut voorbij was voordat er 10 juiste woordbetekenissen waren geraden. Elk goede antwoord levert 10 punten op. Het aantal seconden dat over is wordt vermenigvuldigd met 10. Beide getallen worden opgeteld en het team met de meeste punten is de winnaar.

### 2021-heden
Sinds de terugkeer op SBS6 wordt het spel gespeeld tussen twee teams van twee bekende Nederlanders en kent het vooral nieuwe spelonderdelen:

#### Seizoen 1
- Ronde 1: Taalslippertjes. De teams krijgen zinnen te zien waarin uitdrukkingen verkeerd zijn gebruikt. Ze moeten de juiste uitdrukking zien te raden. Elk goed antwoord levert 1 punt op. Deze ronde eindigt zodra een team 5 punten heeft.
- Ronde 2: Fotorebus. Deze ronde is een variant op woordhakken. De teams krijgen 90 seconden om zoveel mogelijk fotorebussen op te lossen. Elke rebus bestaat uit twee foto's die elk een deel van een woord uitbeelden. Dit woord moet worden geraden. Elke juist geraden rebus levert 1 punt op.
- Ronde 3: WhatsApp. De teams krijgen twee WhatsApp-gesprekken te zien waarin drie spelfouten zitten. Ze moeten op een tablet aangeven welke woorden volgens hen fout gespeld zijn. Elk goed antwoord levert een punt op.
- Ronde 4: Deze ronde varieert per aflevering.
- Ronde 5: Brengels (Brak Engels). In deze ronde krijgen de teams telkens Nederlandse woorden en uitdrukkingen te zien die op een krakkemikkige manier in het Engels zijn vertaald. Wie er correct Nederlands van kan maken moet op de knop drukken. Elk goed antwoord levert 1 punt op. Deze ronde eindigt zodra een team 7 punten heeft gescoord.
- Finale: Na elke ronde krijgen de teams vijf letters te zien, waarvan elk team er twee mag kiezen. De winnaar van de betreffende ronde mag hierbij als eerste kiezen.
Als een ronde gelijk eindigt, wordt er een barrage gespeeld (gelijkspel is 'gelijk spellen'). De presentator noemt een woord dat gespeld dient te worden. Hierbij dient het team dat de spelling van het woord denkt te weten op de knop te drukken en het woord te spellen. Indien het woord correct wordt gespeld, mag dit team als eerste twee letters kiezen. Bij een fout mag het andere team als eerste twee letters kiezen. Met de verzamelde 10 letters moeten beide teams in 90 seconden zoveel mogelijk woorden vormen met minimaal vier letters. Elke letter mag hierbij maar 1 keer worden gebruikt. Wie de meeste goede woorden heeft gemaakt, wint de aflevering en mag een boekencheque van duizend euro schenken aan een bibliotheek naar keuze. Het verliezende team krijgt 10 voor Taal-slippers.

#### Seizoen 2
- Ronde 1 t/m 5 zijn hetzelfde als in seizoen 1, maar ronde 3 en 4 zijn omgewisseld.
- Ronde 6 is nieuw: Woordenschat. De teams krijgen drie woorden te zien waaruit ze er één mogen kiezen. Vervolgens krijgen ze 45 seconden om zoveel mogelijk woorden te vormen met het gekozen woord, waarbij het gekozen woord voor of achter een ander woord dient te worden geplaatst. Bijvoorbeeld, het team kiest het woord rand, dan zijn randweg, badrand en bosrand geldige woorden, maar aanranding niet, want dan staat het gekozen woord in het midden en dat is niet toegestaan. Het team dat de meeste woorden maakt mag bij het andere team een letter wisselen.
- Finale: Deze is hetzelfde als in seizoen 1.

## Spin-offs
Er zijn ook puzzelboekjes die onder de titel 10 voor Taal verschijnen. Ze werden aanvankelijk uitgegeven door WIN Productions B.V. van Jan Meulendijks en Bart Schuil, de bedenkers van het tv-programma. In 1998 werd dit bedrijf overgenomen door uitgeverij VNU, de tv-tak WIN TV Productions ging naar John de Mol Produkties.
Er zijn meerdere versies van Tien voor Taal op cd-rom uitgebracht, en later is tevens een versie voor de Nintendo DS verschenen. De Nintendo DS-versie biedt de mogelijkheid om tegen elkaar te spelen en te spelen via de Nintendo Wi-Fi Connection. Ook met de cd-roms kan tegen elkaar worden gespeeld. Dit kan door in het beginscherm meerdere namen in te voeren. Men speelt dan om de beurt achter dezelfde pc. Er kan voor worden gekozen om individuele spellen te spelen of alle spellen plus de finale. De eerste versie (1996) bevatte acht spellen (zoek de fout, spreekwoorden, homoniemen, woordhakken, spelling, cryptokronkels, goed of fout, etymologie). De tweede versie, 10 voor Taal Deluxe (2001) bevatten tien spellen (zoek de fout, woordenwisseling, homoniemen, etymologie, hoe zeg ik het makkelijk?, woordrijgen, goed of fout, cryptokronkels, woordhakken, spreekwoorden). Bij deze versie kan ook de moeilijkheidsgraad worden gekozen: beginner, gevorderd of expert.